# Power and the Land
Power and the Land est un film documentaire américain réalisé par Joris Ivens, sorti en 1940. 
C'est une commande officielle du gouvernement américain destinée à encourager les fermiers américains à se regrouper en coopératives afin d'électrifier leurs fermes. Le réalisateur transcende le film institutionnel en présentant un portrait intemporel d'une famille rurale. Le film est considéré comme un documentaire classique américain.

## Synopsis

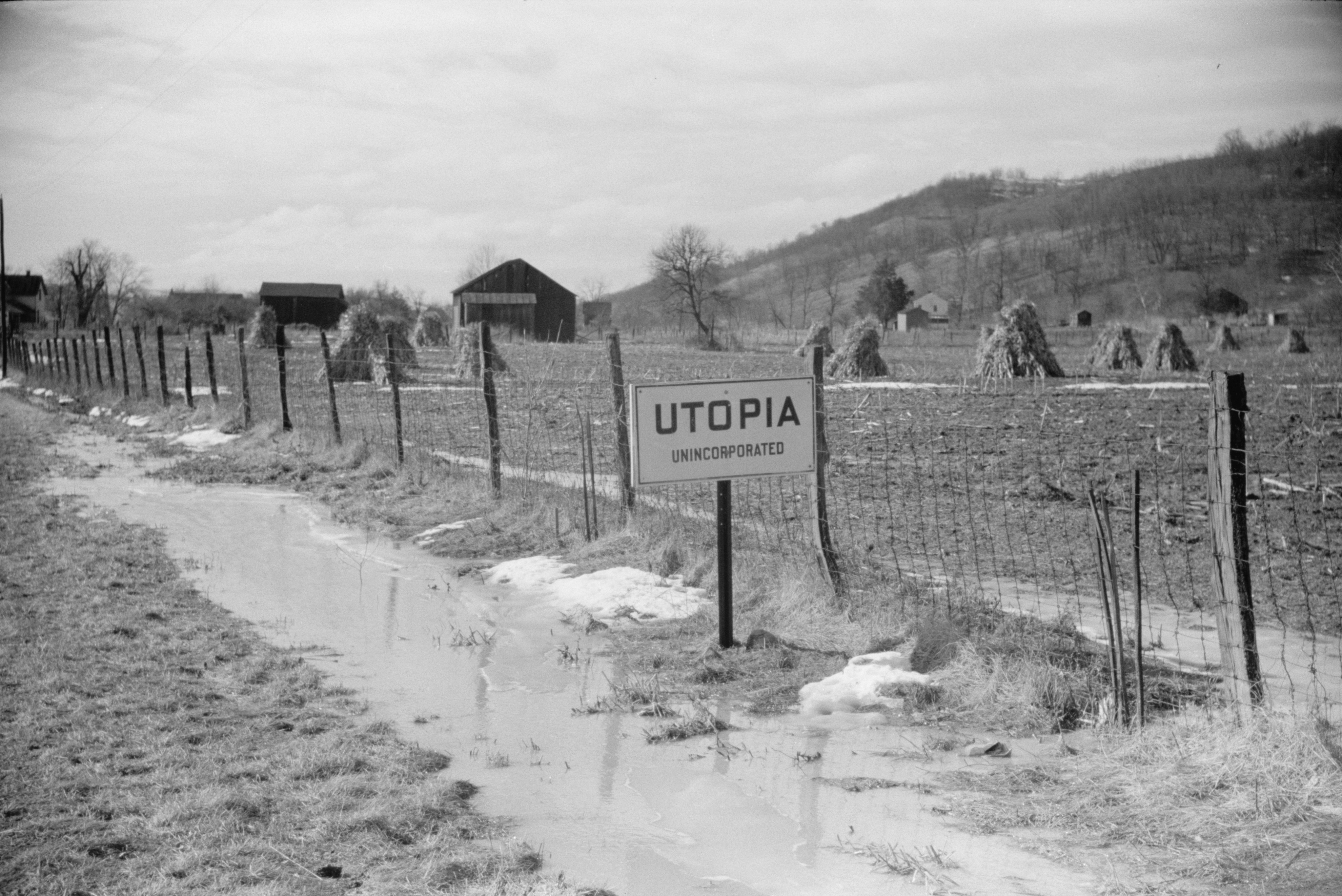
Une ferme en Ohio en février 1940.

Les changements et progrès apportés par l'électrification pour une famille d'agriculteurs de l'Ohio.

## Fiche technique
- Réalisation :  Joris Ivens
- Scénario : Edwin Locke
- Production : U.S. Film Service
- Photographie : Floyd Crosby, Arthur J. Ornitz[4]
- Musique : Douglas Moore
- Montage : Helen van Dongen
- Durée : 38 minutes
- Date de sortie : 1940

## Distribution
- Williams P. Adams : voix off
- Stephen Vincent Benét : Commentateur